# 凌駕精考
凌駕 精考（りょうが せいこう、1948年1月20日 - ）は、北海道上川郡下川町出身で立浪部屋に所属した元大相撲力士。本名は白戸 二三男（しらと ふみお）。現役時代の体格は176cm、138kg。得意手は左四つ、突き、押し、寄り。最高位は東前頭13枚目（1973年3月場所）。

## 来歴
関脇・羽黒山（のちの年寄・立浪）と同郷という関係で、中学校を卒業後に上京し、立浪部屋へ入門。1963年5月場所で初土俵を踏んだ。
初土俵から約7年掛けて、1970年3月場所で十両昇進を果たした。その後、同年11月場所中に足首を故障して途中休場し、一時は幕下14枚目まで落ちるなど苦労した。
1971年9月場所での2度目の十両昇進からは大きな負け越しもなく、1973年1月場所、東十両5枚目で10勝5敗と大きく勝ち越して翌場所で新入幕に漕ぎ付けた。
初土俵から9年10ヶ月を要しての入幕であったが、豊山（広光）や照櫻らから4つの勝ち星を挙げるに留まり、1場所で十両に逆戻り。
突き押しや左四つからの寄りが得意であり上手廻しを切る技術に優れていたが、十両時代に足首や膝の靭帯を痛めるなど故障が相次いで大成を阻まれた。
幕内から陥落して以降は1場所勝ち越したのみで、1973年11月場所では2年ぶりに幕下に落ち、翌1974年1月場所（西幕下18枚目に在位）を最後に26歳の若さで引退した。
引退後は、日本相撲協会を離れた。

## 主な成績・記録
- 通算成績：294勝283敗15休 勝率.510
- 幕内成績：4勝11敗 勝率.267
- 現役在位：64場所
- 幕内在位：1場所
- 各段優勝
  - 序二段優勝：1回（1965年1月場所）

| | 一月場所 初場所（東京） | 三月場所 春場所（大阪） | 五月場所 夏場所（東京） | 七月場所 名古屋場所（愛知） | 九月場所 秋場所（東京） | 十一月場所 九州場所（福岡） |
| --- | ----------------------- | ----------------------- | ----------------------- | --------------------------- | ----------------------- | --------------------------- |
| 1963年 （昭和38年） | x                       | x                       | （前相撲）              | 東序ノ口33枚目 3–4          | 西序二段106枚目 4–3     | 西序二段54枚目 3–4          |
| 1964年 （昭和39年） | 西序二段68枚目 3–4      | 東序二段77枚目 2–1–4    | 西序二段105枚目 4–3     | 西序二段74枚目 6–1          | 東序二段15枚目 5–2      | 西三段目74枚目 2–5          |
| 1965年 （昭和40年） | 西序二段16枚目 優勝 7–0 | 西三段目21枚目 3–4      | 東三段目31枚目 3–4      | 東三段目40枚目 3–4          | 東三段目52枚目 2–5      | 東三段目72枚目 4–3          |
| 1966年 （昭和41年） | 西三段目52枚目 4–3      | 東三段目41枚目 6–1      | 西幕下98枚目 5–2        | 西幕下66枚目 2–5            | 西幕下90枚目 4–3        | 西幕下73枚目 3–4            |
| 1967年 （昭和42年） | 西幕下84枚目 5–2        | 東幕下61枚目 4–3        | 西幕下60枚目 5–2        | 西幕下34枚目 3–4            | 西幕下38枚目 2–5        | 東幕下48枚目 4–3            |
| 1968年 （昭和43年） | 東幕下43枚目 5–2        | 西幕下29枚目 4–3        | 西幕下24枚目 5–2        | 東幕下13枚目 4–3            | 西幕下9枚目 3–4         | 西幕下11枚目 3–4            |
| 1969年 （昭和44年） | 西幕下13枚目 2–5        | 西幕下25枚目 4–3        | 西幕下21枚目 4–3        | 西幕下17枚目 4–3            | 西幕下12枚目 6–1        | 東幕下2枚目 3–4             |
| 1970年 （昭和45年） | 東幕下4枚目 5–2         | 東十両13枚目 9–6        | 西十両7枚目 6–9         | 東十両12枚目 9–6            | 東十両6枚目 5–10        | 西十両11枚目 2–11–2         |
| 1971年 （昭和46年） | 東幕下9枚目 3–4         | 東幕下14枚目 6–1        | 東幕下2枚目 4–3         | 東幕下筆頭 4–3              | 西十両12枚目 8–7        | 東十両9枚目 8–7             |
| 1972年 （昭和47年） | 西十両6枚目 8–7         | 東十両3枚目 5–8–2       | 西十両8枚目 8–7         | 西十両5枚目 7–8             | 西十両6枚目 7–8         | 東十両8枚目 8–7             |
| 1973年 （昭和48年） | 東十両5枚目 10–5        | 東前頭13枚目 4–11       | 西十両6枚目 8–7         | 西十両4枚目 5–10            | 東十両10枚目 5–10       | 西幕下3枚目 2–5             |
| 1974年 （昭和49年） | 西幕下18枚目 引退 0–0–7 | x                       | x                       | x                           | x                       | x                           |
| 各欄の数字は、「勝ち-負け-休場」を示す。 優勝 引退 休場 十両 幕下 三賞：敢=敢闘賞、殊=殊勲賞、技=技能賞 その他：★=金星 番付階級：幕内 - 十両 - 幕下 - 三段目 - 序二段 - 序ノ口 幕内序列：横綱 - 大関 - 関脇 - 小結 - 前頭（「#数字」は各位内の序列） |                         |                         |                         |                             |                         |                             |

### 幕内対戦成績
| 力士名 | 勝数 | 負数 | 力士名 | 勝数 | 負数 | 力士名 | 勝数 | 負数 | 力士名 | 勝数 | 負数 |
| ------ | ---- | ---- | ------ | ---- | ---- | ------ | ---- | ---- | ------ | ---- | ---- |
| 巌虎   | 0    | 1    | 大鷲   | 0    | 1    | 金剛   | 0    | 1    | 大竜川 | 0    | 1    |
| 時葉山 | 0    | 1    | 二子岳 | 0    | 1    | 豊山   | 1    | 0    | 義ノ花 | 1    | 0    |
| 若ノ海 | 0    | 1    | 若二瀬 | 0    | 1    |        |      |      |        |      |      |

## 改名歴
- 白戸（しらと、1963年7月場所-1969年7月場所）
- 凌駕（りょうが、1969年9月場所-1974年1月場所）※「凌駕」の名付け親は、行司の木村順一（のち35代木村庄之助）である。